# Frank Gorshin
Frank Gorshin (Pittsburgh, 5 de abril de 1933 – Burbank, 17 de maio de 2005) foi um ator e humorista norte-americano. Ficou famoso por conta de suas participações com o papel de Riddler no seriado Batman e por um episódio da série Star Trek.
Gorshin morreu de câncer de pulmão, em 17 de maio de 2005, aos 72 anos, no Providence Saint Joseph Medical Center.